# Festival de télévision de Monte-Carlo 2006
 (novembre 2016).
Le Festival de télévision de Monte-Carlo 2006, 46e édition du festival, s'est déroulé du 26 au 1er juillet 2006.

## Palmarès

### Programme long fiction
- Meilleur programme long de fiction : Mademoiselle Gigi  France
- Meilleure mise en scène : Caroline Huppert pour Mademoiselle Gigi  France
- Meilleur scénario : Evelyne Pisier et Chantal de Rudder pour Les Amants du Flore  France
- Meilleur acteur : Juli Mira dans Electroshock  Espagne
- Meilleure actrice : Juliette Lamboley dans Mademoiselle Gigi  France

### Actualités
- Meilleurs grands reportages d'actualités : Framed - a Satanic Miscarriage of Justice  Suède et Living with AIDS  Royaume-Uni
- Meilleur reportage du journal télévisé : Pakistan Earthquake  Royaume-Uni
- Meilleur reportage en direct : The London Bombings - July 7th 2005  Royaume-Uni

### Mini-séries
- Meilleure mini-série : Apocripha : Music for S. Peter & S. Paul  Russie
- Meilleure actrice : Helen Mirren dans Elizabeth I  Royaume-Uni
- Meilleur acteur : Benedict Cumberbatch dans To the Ends of the Earth  Royaume-Uni

### Séries TV - Comédie
- Meilleurs producteurs internationaux : Doug Ellin, Larry Charles, Mark Wahlberg, Stephen Levinson, Chris Henchy, Julian Farino, Rob Weiss, Janace Tashjian et Mark J. GreenBerg pour Entourage  États-Unis
- Meilleure actrice : Ashley Jensen dans Extras  Royaume-Uni
- Meilleur acteur : Chris Langham dans The Thick of It  Royaume-Uni
- Meilleurs producteurs européens : Philip Voges et Alban Rehnitz pour Family Mix (Turkish for Beginners)  Allemagne

### Série TV - Dramatique
- Meilleurs producteurs internationaux : Joel Surnow, Robert Cochran, Howard Gordon, Evan Katz, Brian Graze, Kiefer Sutherland, Jon Cassar pour 24 Heures chrono  États-Unis
- Meilleure actrice : Lesley Sharp dans Afterlife  Royaume-Uni
- Meilleur acteur : Kiefer Sutherland dans 24 Heures chrono  États-Unis
- Meilleur producteur européen : Murray Ferguson pour Afterlife  Royaume-Uni

### Prix de l'audience internationale
- Meilleure série TV - Drame : Les Experts  États-Unis
- Meilleure série TV - Comédie : Desperate Housewives[1]  États-Unis
- Meilleure Telenovela - Soap Opera : The Bold and the Beautiful  États-Unis

### Prix Spéciaux
- Prix spécial prince Rainier III : The Naufrageurs of the Sea  France
- Prix URTI - grand prix international du documentaire d'auteur : Children of Darfour  Danemark
- Médaille d'argent : Les Voilà qui Partent  Portugal et Le Voyage des femmes de Zartalé  France
- Prix AMADE-UNESCO : Magnificient 7  Royaume-Uni
- Prix du Comité international de la Croix-Rouge : The Tsunami Generation  Allemagne
- Prix de la Croix-Rouge monégasque : Stolen Eyes  Bulgarie
- Mention spéciale : Electroshock  Espagne